# Boeing 747
Boeing 747 je prvo širokotrupno letalo v zgodovini letalstva, potniško in transportno letalo, pogosto poimenovano tudi Jumbo Jet. Je med najbolj razpoznavnimi letali na svetu. V Združenih državah Amerike ga izdeluje podjetje Boeing Commercial Airplanes, ena izmed podružnic korporacije Boeing. Osnovna različica letala je bila po številu potnikov dva in polkrat večja od Boeinga 707, enega izmed običajnih večjih potniških letal 1960-ih. Pri možnem številu prepeljanih potnikov je držal rekord skoraj štiri desetletja po prvem komercialnem poletu leta 1970, ko mu je leta 2007 prvenstvo na svojem prvem komercialnem poletu prevzel Airbus A380.

## Razvoj in lastnosti
Štirimotorni 747 v delu svojega trupa uporablja konfiguracijo s potniškimi sedeži v dveh nadstropjih. Boeingova načrtovalska ekipa, ki jo je vodil sin slovenskega izseljenca Joe Sutter, je zgornje nadstropje letala v obliki značilne grbe oblikovala kot ložo prvega razreda ali pa kot prostor za običajne potniške sedeže, kar se običajno uporablja pri sodobnih verzijah. K taki konstrukciji sta vodila dva razloga. Prvi je bil, da je podjetje podjetje pričakovalo, da bo razvoj nadzvočnih potniških letal (katerih razvoj se je najavljal v 1960-ih in se je kasneje materializiral skozi letalo Concorde), kmalu izločil obstoječa podzvočna letala kot zastarela, povpraševanje po podzvočnih transportnih letalih pa je bilo ocenjeno kot stabilno tudi v prihodnosti. . Z dvigom pilotske kabine nad transportni del so omogočili enostavno izdelavo transportne različice z dvižnim nosom, kar bi skupaj z odstranitvijo potniških sedežev omogočilo nalaganje največjih tovorov v celotni dolžini letala. Drugi razlog pa je bilo sočasno povpraševanje ameriške vojske po letalu izrednih transportnih zmogljivosti; sočasni napredek pri ponudbi letalskih motorjev ter Boeingova izdelava ponudbe za transportno letalo sta močno vplivala na konstrukcijo potniškega 747. Za 747 so pričakovali, da bo zastarel po 400 izdelanih, vendar je s 1.000 izdelanimi leta 1993 presegel pričakovanja skeptikov. Do septembra 2012 je bilo izdelanih 1.448 letal, ob tem pa je bilo naročenih še 81 letal tipa 747-8.
Različica Boeing 747-400, trenutno najbolj običajna različica v uporabi, je eno najhitrejših obstoječih potniških letal, saj leti z visoko podzvočno hitrostjo Mach 0.85–0.855 (do 920 km/h). Ima medcelinski dolet 13.450 km. Pri nekaterih konfiguracijah je to dovolj za polet od New Yorka do Hong Konga brez postanka - tretjino obsega Zemlje. 747-400 ima v svoji tipični postavitvi treh razredov prostor za 416 potnikov, 524 potnikov v razporeditvi dveh razredov, ali 660 potnikov v zgoščeni razporeditvi sedežev v enem razredu. Najnovejša različica letala, 747-8, je v tekoči proizvodnji in je pridobila uradna potrdila leta 2011. Dobave 747-8F (F=freighter, angl. transportno letalo) so se z dobavo družbi Cargolux pričele oktobra 2011; dobave 747-8I (I=intercontinental, angl. medcelinski) potniške različice družbi Lufthansa pa maja 2012. Letalo se od 747-400 razlikuje v tem, da ima več sedežev, je daljše, hitrejše, in 16% bolj varčno ter tiho, poleg vsega pa je sposobno preleteti daljšo razdaljo, motorje ter tehnologijo ima zelo podobno Boeingu 787, kar nekaterim letalskim družbam omogoča ekonomijo obsega.
Boeing 747 naj bi v prihodnosti nadomestilo letalo Boeing Y3 (del Boeingovega projekta Yellowstone).

## Presežniki letala
Leta 1989 je Boeing 747-400 letalske družbe Qantas brez postanka v 20 urah in 9 minutah preletel razdaljo 18.001 km od Londona do Sydneya, vendar brez potnikov in osebja (transportni let).
Leta 1991 je letalo v operaciji Solomon v Izrael prepeljalo rekordnih 1.087 potnikov. 747 je bil do pojava Antonova An-124 Ruslan leta 1982 najtežje letalo v uporabi in je njegovo težo z različico 747-400 leta 2000 zopet presegel. Transportno letalo Antonov An-225 iz leta 1988 je bilo v več pogledih največje svetovno letalo (med drugim je imelo najvišjo možno vzletno težo in dolžino), vendar je bilo v uporabi le eno letalo, ki je bilo februarja 2022 uničeno med rusko invazijo na Ukrajino. Hughes H-4 Hercules ima največji razpon kril, vendar je poletelo le na enem poletu. Letalo 747-8 je tudi daljše od sicer po kapaciteti zmogljivejšega Airbusa 380.
Letalo nosi tudi tragični presežek: 27. marca 1977 je prišlo tudi do najhujše letalske nesreče do sedaj - v trčenju dveh Boeingov 747 na letališki stezi Kanarskega otoka Tenerife je skupno umrlo 583 ljudi.

## Konec proizvodnje
Ugibanja o koncu proizvodnje so se začela sredi drugega desetletja 21. stoletja, ko je zaradi razvoja sodobnejših širokotrupnih reaktivnih letal z dvema motorjema povpraševanje po letalu s štirimi motorji upadlo. Nova letala Boeing 747 so v zadnjih letih večinoma nakupovale tovorne letalske družbe, ki jih lahko uporabljajo še nekaj desetletij. Konec proizvodnje je bil napovedan leta 2020, zadnje letalo pa je bilo dokončano 6. decembra 2022. V 54 letih je bilo proizvedenih 1574 primerkov. Zadnje izdelano letalo je bilo dobavljeno tovorni letalski družbi Atlas Air 31. januarja 2023, ob prevzemu pa je bila prirejena slovesnost v tovarni v Everettu v bližini Seattla, kjer je potekala proizvodnja vseh letal Boeing 747.

## Posebne različice
- Air Force One; VIP različica, ki prevaža predsednika ZDA in spremstvo
- Shuttle Carrier Aircraft (SCA), 2 letali, ki sta prevažali ameriške raketoplane med lokacijami
- Supertanker za gašenje požarov
- SOFIA (Stratospheric Observatory for Infrared Astronomy), stratosferski infrardeči observatorij
- National Airborne Operations Center (NAOC); leteči operativni center ZDA
- Različica za velike tovore, poimenovana tudi Dreamlifter

## Tehnične specifikacije
| Model                                                | 747-100B                                                          | 747-200B                                                             | 747-300                                                              | 747-400 747-400ER                                                                                          | 747-8I                                     |       |
| ---------------------------------------------------- | ----------------------------------------------------------------- | -------------------------------------------------------------------- | -------------------------------------------------------------------- | --- | ------------------------------------------ | ----- |
| Posadka                                              | 3                                                                 | 3                                                                    | 3                                                                    | 2 | 2                                          |       |
| Kapaciteta sedežev                                   | SR: 550 (1 razred) 539 (1 razred) 452 (2 razreda) 366 (3 razredi) | SR: 550 (1 razred) 539 (1 razred) 452 (2 razreda) 366 (3 razredi)    | 565 (1 razred) 496 (2 razreda) 412 (3 razredi)                       | 660 (1 razred) 524 (2 razreda) 416 (3 razredi)                                                             | 605 (maksimum) 467 (3 razredi)             |       |
| Dolžina                                              | 231 ft 10 in (70.6 m)                                             | 231 ft 10 in (70.6 m)                                                | 231 ft 10 in (70.6 m)                                                | 231 ft 10 in (70.6 m)                                                                                      | 250 ft 2 in (76.25 m)                      |       |
| Širina kabine                                        | 20 ft (6,1 m)                                                     | 20 ft (6,1 m)                                                        | 20 ft (6,1 m)                                                        | 20 ft (6,1 m)                                                                                              | 20 ft (6,1 m)                              |       |
| Razpon kril                                          | 195 ft 8 in (59.6 m)                                              | 195 ft 8 in (59.6 m)                                                 | 195 ft 8 in (59.6 m)                                                 | 211 ft 5 in (64.4 m)                                                                                       | 224 ft 7 in (68.5 m)                       |       |
| Površina kril                                        | 5,500 ft2 (510.95 m2)                                             | 5,500 ft2 (510.95 m2)                                                | 5,500 ft2 (510.95 m2)                                                | 5,650 ft2 (525 m2)                                                                                         | 5963 ft2 (554 m2)                          |       |
| Naklon kril                                          | 37.5º                                                             | 37.5º                                                                | 37.5º                                                                | 37.5º | 37.5º                                      | 37.5º |
| Vitkost                                              | 6.9                                                               | 6.9                                                                  | 6.9                                                                  | 7.9 | 8.5                                        |       |
| Višina                                               | 63 ft 5 in (19.3 m)                                               | 63 ft 5 in (19.3 m)                                                  | 63 ft 5 in (19.3 m)                                                  | 63 ft 8 in (19.4 m)                                                                                        | 63 ft 6 in (19.4 m)                        |       |
| Maks. vzletna teža                                   | 735,000 lb (333,390 kg)                                           | 833,000 lb (377,842 kg)                                              | 833,000 lb (377,842 kg)                                              | 875,000 lb (396,890 kg) ER: 910,000 lb (412,775 kg)                                                        | 975,000 lb (442,253 kg)                    |       |
| Potovalna hitrost (at 35.000 ft (11.000 m) altitude) | Mach 0.84 (555 mph, 893 km/h, 481 knots )                         | Mach 0.84 (555 mph, 893 km/h, 481 knots )                            | Mach 0.84 (555 mph, 893 km/h, 481 knots )                            | Mach 0.85 (567 mph, 913 km/h, 493 kn) ER: Mach 0.855 (570 mph, 918 km/h, 495 kn)                           | Mach 0.855 (570 mph, 918 km/h, 495 kn)     |       |
| Maks. hitrost                                        | Mach 0.89 (594 mph, 955 km/h, 516 kn)                             | Mach 0.89 (594 mph, 955 km/h, 516 kn)                                | Mach 0.89 (594 mph, 955 km/h, 516 kn)                                | Mach 0.92 (614 mph, 988 km/h, 533 kn)                                                                      | Mach 0.92 (614 mph, 988 km/h, 533 kn)      |       |
| Vzletna steza pri maks. teži                         | 10,466 ft (3,190 m)                                               | 10,466 ft (3,190 m)                                                  | 10,893 ft (3,320 m)                                                  | 9,902 ft (3,018 m) ER: 10,138 ft (3,090 m)                                                                 | 10,138 ft (3,090 m)                        |       |
| Dolet pri maks. tovoru                               | 5.300 nmi 6.100 mi; 9.800 km                                      | 6.850 nmi 7.880 mi; 12.690 km                                        | 6.700 nmi 7.700 mi; 12.400 km                                        | 7.260 nmi 8.350 mi; 13.450 km ER: 7.670 nmi 8.830 mi; 14.200 km                                            | 8.000 nmi 9.200 mi; 15.000 km              |       |
| Kapaciteta goriva                                    | 48,445 U.S. gal (40,339 imp gal/183,380 L)                        | 52,410 U.S. gal (43,640 imp gal/199,158 L)                           | 52,410 U.S. gal (43,640 imp gal/199,158 L)                           | 57,285 U.S. gal (47,700 imp gal/216,840 L) ER: 63,705 U.S. gal (53,045 imp gal/241,140 L)                  | 64,225 U.S. gal (53,478 imp gal/243,120 L) |       |
| Motorji (x 4)                                        | PW JT9D-7A/-7F/-7J RR RB211-524B2 GE CF6-45A2 (747SR)             | PW JT9D-7R4G2 GE CF6-50E2 RR RB211-524D4                             | PW JT9D-7R4G2 GE CF6-80C2B1 RR RB211-524D4                           | PW 4062 GE CF6-80C2B5F RR RB211-524G/H ER: GE CF6-80C2B5F                                                  | GEnx-2B67                                  |       |
| Potisk motorjev (x 4)                                | PW 46,500 lbf (207 kN) RR 50,100 lbf (223 kN)                     | PW 54,750 lbf (244 kN) GE 52,500 lbf (234 kN) RR 53,000 lbf (236 kN) | PW 54,750 lbf (244 kN) GE 55,640 lbf (247 kN) RR 53,000 lbf (236 kN) | PW 63,300 lbf (282 kN) GE 62,100 lbf (276 kN) RR 59,500/60,600 lbf (265/270 kN) ER: GE 62,100 lbf (276 kN) | 66,500 lbf (296 kN)                        |       |